# 1850년 미국 하원의원 선거
1850년 미국 하원의원 선거는 1850년 미국에서 치러진 하원의원 선거로, 재커리 테일러 대통령 사망으로 대통령직을 승계한 휘그당 밀라드 필모어 대통령의 지지가 하락하면서 휘그당의 의석이 크게 감소한다. 주의 권리와 노예제가 큰 이슈로 부각되었다

## 선거 결과
| 정당       | 의석수 |
| ---------- | ------ |
| 민주당     | 127석  |
| 휘그당     | 84석   |
| 입헌통일당 | 10석   |
| 자유토지당 | 4석    |
| 주권당     | 3석    |
| 무소속     | 4석    |
| 합계       | 232석  |